# 米拉姆縣 (德克薩斯州)
米拉姆縣（英語：Milam County）位美國德克薩斯州中部的一個縣。面積2,646平方公里。根据美國2000年人口普查，共有人口24,238人。縣治卡梅倫（Cameron）。
成立於1836年3月17日，縣政府於同年成立，是最早的二十三縣之一。縣名紀念先後爭取墨西哥和德克薩斯獨立的志士本傑明·R·米拉姆。